# آناستاچیو
آناستاچیو (به پرتغالی: Anastácio) یک منطقهٔ مسکونی در برزیل است که در ماتوگروسو جنوبی واقع شده‌است. آناستاچیو ۲٬۹۴۹ کیلومتر مربع مساحت و ۲۵٬۲۳۷ نفر جمعیت دارد.